# Сталагміт

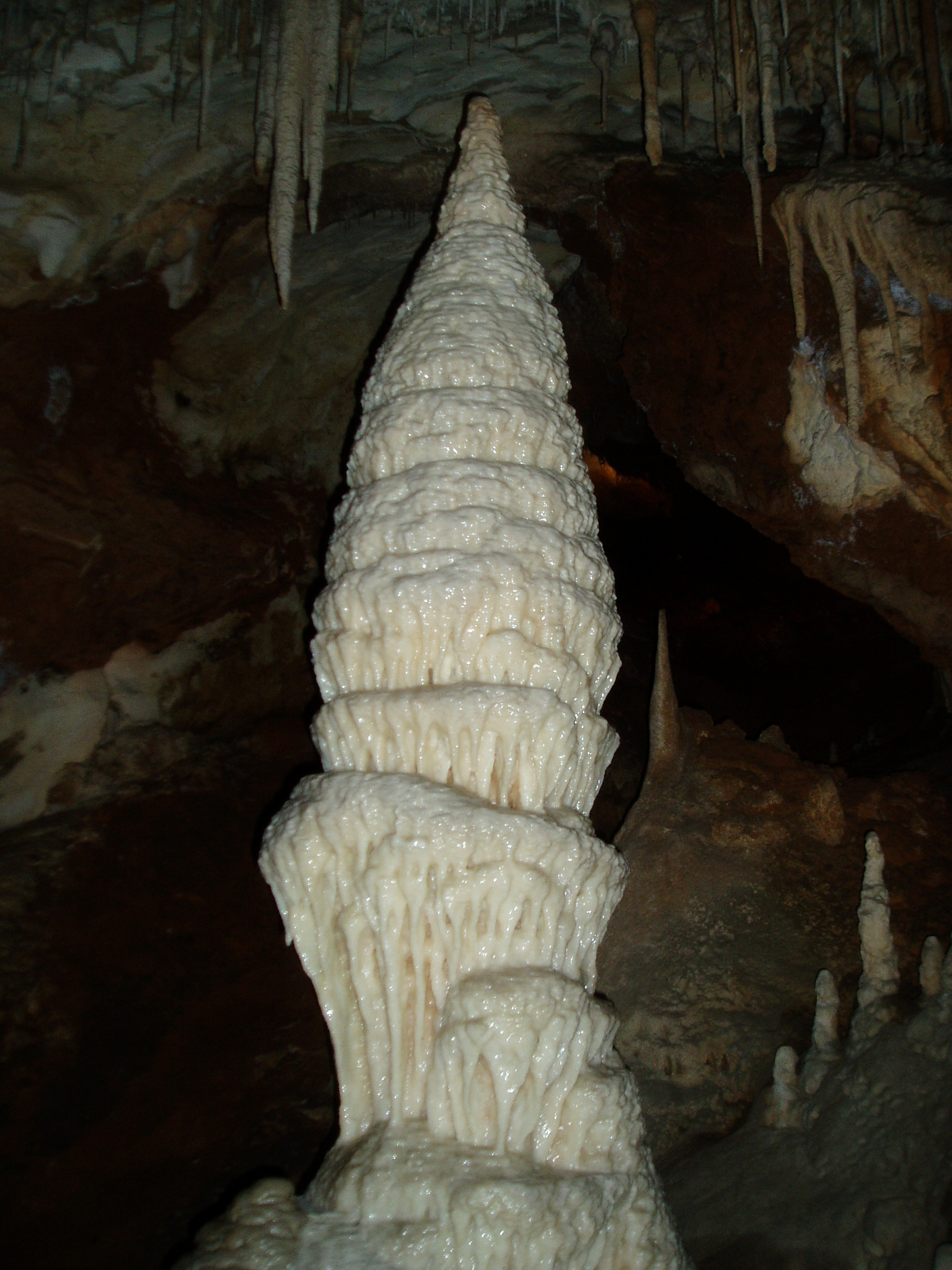
Сталагміт білого кольору

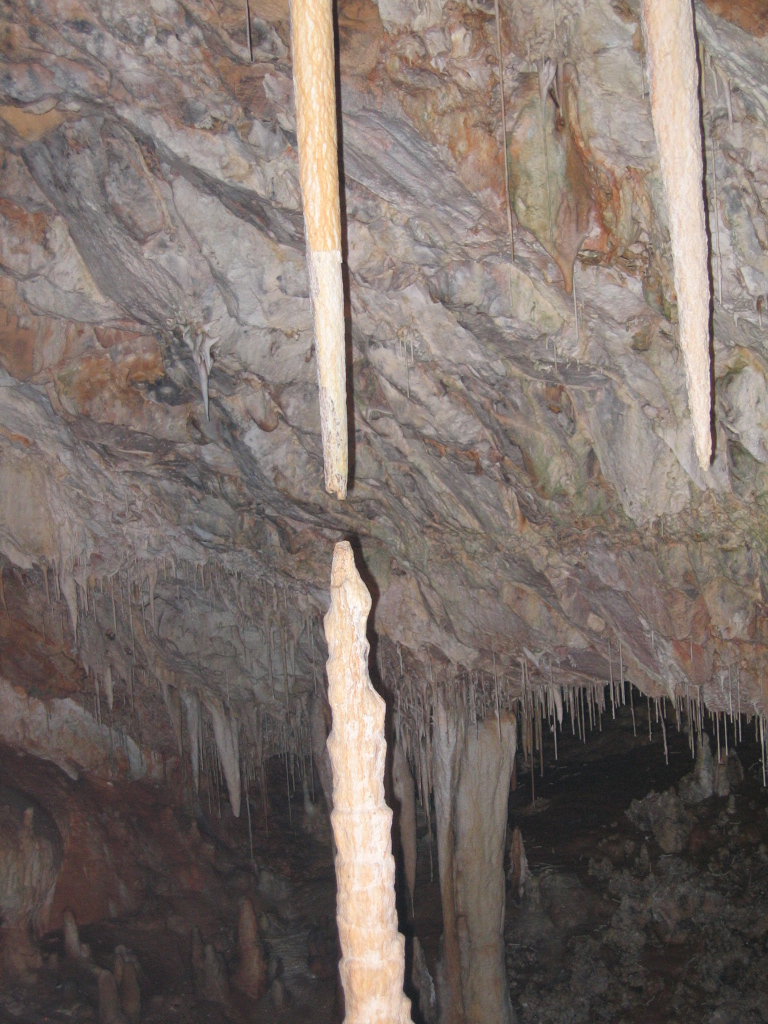
Сталактит і сталагміт, Ізраїль

Сталагмі́ти (від дав.-гр. σταλαγμίτης — «крапання») — мінеральне утворення у вигляді стовпів, паль, пірамід, яке підіймається з підлоги печер або інших порожнин.

## Опис
Сталагміти — натічні мінерали й мінеральні агрегати (найчастіше вапнякові, рідше гіпсові, соляні), які утворюються в печерах внаслідок того, що мінералізована вода стікає й капає. Ростуть у вигляді стовпчиків і бурульок знизу вгору назустріч сталактитам і нерідко зливаються з ними, утворюючи сталагнат. Найбільшим у світі вважається сталагміт з печери Лас Вільяс (Куба). Його висота — 63 м. У Європі найбільший сталагміт розташовано у Словаччині в Красногорській печері, його довжина  32,6 м. 

### Утворення
Виникають в результаті осідання кальциту після випарювання крапель води.
Відповідна формація, на стелі печери або порожнини, має назву сталактит, вони «ростуть» разом, зустрічаються у середині, формуючи, таким чином колону.
Сталагміти можуть утворюватись на цементній підлозі, однак в природних умовах вони створюються швидше.

### Різновиди
СТАЛАГМІТ ЛАВОВИЙ — стовпоподібне тіло ефузивної гірської породи невелике за розміром, що виникає при фонтануючому виверженні низьков'язкої лави основного складу на остиглу поверхню старого лавового потоку або покриву.

## Історія
Терміни «сталактит» і «сталагміт» увів у науковий обіг у 1655 р. данський натураліст Оле Ворм.